# Лыстем (Селтинский район)
Лыстем — деревня в Селтинском районе Удмуртской республики.

## География
Находится в западной части Удмуртии на расстоянии приблизительно 16 км на восток по прямой от районного центра села Селты.

## История
Известна с 1764 года как деревня Анлет Можга. В 1873 году здесь (починок Англеть-можга или Лыстем) было учтено 40 дворов, в 1893 (деревня Лыстем) — 38, в 1905 (снова Анлеть-Можга) — 57, в 1924 −70. До 2021 года входила в состав Узинского сельского поселения.

## Население
Постоянное население составляло 38 человек (1764 год), 181 (173), 286 (1893, 116 русских и 170 удмуртов), 393 (1905), 383 (1924), 48 человек в 2002 году (удмурты 87 %), 30 в 2012.